# アッコ包囲戦 (1799年)

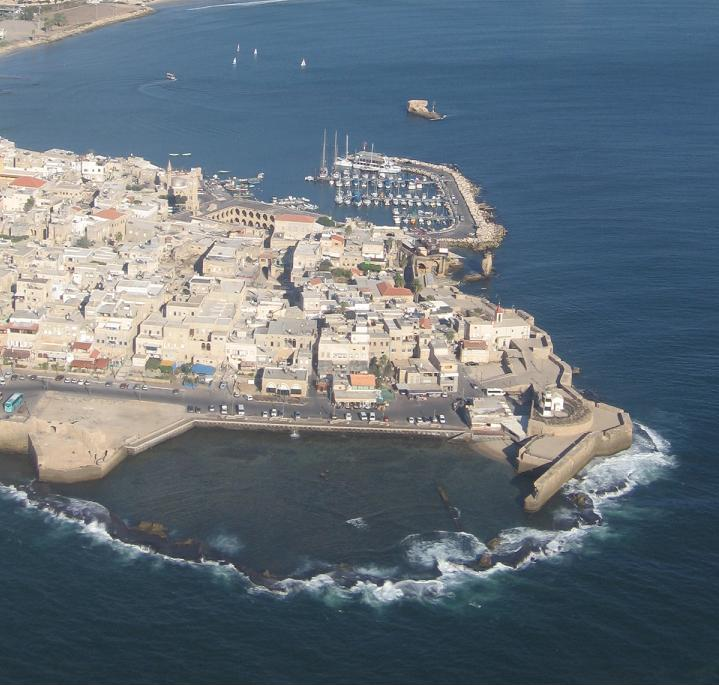
現代のアッコの全景。1799年当時とほとんど変わっていない。

1799年のアッコ包囲戦（英語: Siege of Acre、フランス語: Siège de Saint-Jean-d'Acre）は、ナポレオン・ボナパルト率いるフランス軍が、現在のイスラエルにあったオスマン帝国の港湾要塞都市アッコ（現代ではAkkoと綴る。アッカともいう。フランス語ではアクルまたはサン＝ジャン＝ダクル（アクルの聖ヨハネ騎士団城）という。）を攻略するために包囲した戦い。攻略は失敗し、ナポレオンのエジプト・シリア戦役の分岐点となった。

## 背景
エジプトとシリアの経路上に位置し、それを制するという戦略上の重要度から、ナポレオンは自らのエジプト侵攻の要となる港として、アッコの奪取を計画した。彼は、オスマン帝国に対するシリアの反乱を引き起こし、かつイギリスのインド支配を脅かすことを狙っていた。

## 包囲戦
ウィリアム・シドニー・スミス代将指揮下のイギリス海軍小艦隊は、トルコの防衛力を補強のために、大砲と、それを操作する水兵と海兵隊員を供給した。スミスは、イギリスの持つ制海権にものをいわせて、ヤッファからの沿岸の道路を砲撃するためにエジプトから船でフランス包囲軍に送られてきた大砲を奪い取った。
フランス軍は3月20日、歩兵のみを使って包囲の陣を敷いた。ナポレオンは、町が簡単に降伏するものと思って疑わなかった。彼は部下の士官との連絡の中で、聖地征服のための要所を奪取してエルサレムに進軍するまで、ほんの2週間しか要しないという信念を述べている。
スミスは軍艦「ティーグル」と「シーシュース」を港内に錨泊させ、その舷側砲火で町の防衛を支援させた。フランスは何度も攻撃を繰り返したがその都度追い返された。4月16日には、トルコの救援軍がタボル山でフランス軍に撃退された。5月初め、フランス攻囲軍の交代の砲兵部隊が陸路で到着し、町の防備は一旦破られたが、攻勢は再び撃退された。そこにさらにロドス島からのトルコの増援軍が上陸した。
防備軍の断固たる意志の読み違え、フランスの物資供給港のイギリス艦隊による封鎖、そして厳しい悪天候とがあいまって、ナポレオン軍は、空腹で、冷たく、不潔な環境に置かれつづけた。ペストがフランス軍の兵営を襲い、その結果、劣悪な環境の兵士たちのうち、死者がおよそ2,000人を数えるに至った。ナポレオン・ボナバルトは、5月10日の最後の突撃が失敗すると、攻囲が始まってから2ヵ月後の5月21日、ついに兵を退いた。

## 包囲戦の意義
1805年、ナポレオンは次のように述べた。

［1799年に］アッコを奪っていたら、私はターバンを巻き、わが兵士に大きいトルコズボンをはかせ、どうしても必要な戦いにのみ彼らを戦わせただろう。私は、彼らを神聖な部隊 - わが親衛隊 - としただろう。私は、トルコとの戦いをアラビア人、ギリシャ人、アルメニア人の軍隊によって完遂しただろう。私はモラヴィアで戦う代わりに、イッソスで勝利しただろう。私は東洋の皇帝となり、コンスタンティノープルを通ってパリに戻っただろう。

## 注記
1. ↑  Napoleon Bonaparte, “On Religions” in The Mind of Napoleon: A Selection from His Written and Spoken Words, ed. J. Christopher Herold (New York: Columbia University Press, 1955), 49.